# Астрономічна вулиця (Київ)
Астрономі́чна ву́лиця — вулиця у Святошинському районі міста Києва, селище Жовтневе. Пролягає від вулиці Петра Дорошенка до вулиці Академіка Біляшівського.

## Історія
Вулиця виникла в середині XX століття, мала назву вулиця Ціолковського, на честь російського вченого Костянтина Ціолковського. Сучасна назва — з 1965 року.